# Lijst van gemeentelijke monumenten in Arnhem/Spijkerkwartier

Wijk 02: Spijkerkwartier

Het Spijkerkwartier in de gemeente Arnhem kent 55 gemeentelijke monumenten. Hieronder een overzicht.

## Boulevardwijk
De buurt Boulevardwijk kent 24 gemeentelijke monumenten:
| Object                                | Bouwjaar         | Architect | Locatie                   | Coördinaten                   | Nr.         | Afbeelding                            |
| ------------------------------------- | ---------------- | --------- | ------------------------- | ----------------------------- | ----------- | ------------------------------------- |
| Hoekpand                              | 1870, circa 1880 |           | Eusebiusbuitensingel 10   | 51° 58' 50" NB, 5° 54' 57" OL | 0202/WN0477 | Hoekpand                              |
| Hoekpand                              | 1870, circa 1880 |           | Eusebiusbuitensingel 11   | 51° 58' 50" NB, 5° 54' 57" OL | 0202/WN0478 | Hoekpand                              |
| Helft van dubbel herenhuis            | 1885, circa 1880 |           | Boulevard Heuvelink 40    | 51° 58' 41" NB, 5° 55' 8" OL  | 0202/WN0558 | Helft van dubbel herenhuis            |
| Helft van dubbel herenhuis            | 1885             |           | Boulevard Heuvelink 42    | 51° 58' 41" NB, 5° 55' 8" OL  | 0202/WN0559 | Helft van dubbel herenhuis            |
| School Technische school de Boulevard | 1895, circa 1875 |           | Boulevard Heuvelink 48    | 51° 58' 41" NB, 5° 55' 10" OL | 0202/WN0560 | School Technische school de Boulevard |
| Vrijstaand herenhuis                  | 1880, circa 1900 |           | Boulevard Heuvelink 98    | 51° 58' 45" NB, 5° 55' 14" OL | 0202/WN0561 | Vrijstaand herenhuis                  |
| Vrijstaand herenhuis                  | 1880             |           | Boulevard Heuvelink 100   | 51° 58' 46" NB, 5° 55' 14" OL | 0202/WN0562 | Vrijstaand herenhuis                  |
| Vrijstaande woning                    | 1880             |           | Boulevard Heuvelink 102 A | 51° 58' 46" NB, 5° 55' 14" OL | 0202/WN0563 | Vrijstaande woning                    |
| Vrijstaande woning                    | 1880, circa 1890 |           | Boulevard Heuvelink 104   | 51° 58' 46" NB, 5° 55' 14" OL | 0202/WN0564 | Vrijstaande woning                    |
| Vrijstaande woning                    | 1880             |           | Boulevard Heuvelink 106   | 51° 58' 47" NB, 5° 55' 14" OL | 0202/WN0565 | Vrijstaande woning                    |
| Vrijstaand herenhuis                  | 1880, circa 1890 |           | Boulevard Heuvelink 108   | 51° 58' 47" NB, 5° 55' 15" OL | 0202/WN0566 | Vrijstaand herenhuis                  |
| Vrijstaand herenhuis                  | 1880             |           | Boulevard Heuvelink 110   | 51° 58' 48" NB, 5° 55' 15" OL | 0202/WN0567 | Vrijstaand herenhuis                  |
| Herenhuis                             | 1895, circa 1900 |           | Boulevard Heuvelink 124   | 51° 58' 50" NB, 5° 55' 19" OL | 0202/WN0568 | Herenhuis                             |
| Hoekpand                              | circa 1880       |           | Kastanjelaan 40           | 51° 58' 48" NB, 5° 55' 11" OL | 0202/WN1116 | Hoekpand                              |
| Hoekpand                              | 1880             |           | Kastanjelaan 42           | 51° 58' 48" NB, 5° 55' 11" OL | 0202/WN1117 | Hoekpand                              |
| Hoekpand                              | 1880             |           | Kastanjelaan 42 A         | 51° 58' 48" NB, 5° 55' 11" OL | 0202/WN1118 | Hoekpand                              |
| Dubbel woonhuis                       | 1880, circa 1900 |           | Kastanjelaan 51           | 51° 58' 50" NB, 5° 55' 12" OL | 0202/WN1119 | Dubbel woonhuis                       |
| Dubbel woonhuis                       | 1880             |           | Kastanjelaan 53           | 51° 58' 49" NB, 5° 55' 12" OL | 0202/WN1120 | Dubbel woonhuis                       |
| Pakhuis                               | circa 1881       |           | Prins Hendrikstraat 43    | 51° 58' 53" NB, 5° 55' 15" OL | 0202/WN1167 | Pakhuis                               |
| School                                | 1886             |           | Prinsessestraat 28        | 51° 58' 47" NB, 5° 55' 8" OL  | 0202/WN1168 | School                                |
| School                                | 1886, circa 1840 |           | Prinsessestraat 30        | 51° 58' 47" NB, 5° 55' 8" OL  | 0202/WN1169 | School                                |
| Pakhuis                               | 1881, circa 1881 |           | Parkstraat 52             | 51° 58' 53" NB, 5° 55' 16" OL | 0202/WN1573 | Pakhuis                               |
| Pakhuis                               | 1881             |           | Parkstraat 54             | 51° 58' 53" NB, 5° 55' 16" OL | 0202/WN1574 | Pakhuis                               |
| Kerk                                  | circa 1899       |           | Parkstraat 74             | 51° 58' 54" NB, 5° 55' 19" OL | 0202/WN1575 | Kerk                                  |

## Hommelstraat
De buurt Hommelstraat kent 4 gemeentelijke monumenten:
| Object                                     | Bouwjaar   | Architect          | Locatie                     | Coördinaten                  | Nr.         | Afbeelding                                 |
| ------------------------------------------ | ---------- | ------------------ | --------------------------- | ---------------------------- | ----------- | ------------------------------------------ |
| Haltegebouw van Station Arnhem Velperpoort | 1952       | Koen van der Gaast | Ir J P van Muijlwijkstr 195 | 51° 59' 6" NB, 5° 55' 14" OL | 0202/WN1007 | Haltegebouw van Station Arnhem Velperpoort |
| Winkelpand met bovenwoning                 | circa 1903 |                    | Spoorwegstraat 19           | 51° 59' 5" NB, 5° 54' 48" OL | 0202/WN1312 | Winkelpand met bovenwoning                 |
| Winkelpand met bovenwoning                 | 1903       |                    | Spoorwegstraat 21           | 51° 59' 5" NB, 5° 54' 48" OL | 0202/WN1313 | Winkelpand met bovenwoning                 |
| Aanplakzuil                                |            |                    | Velperplein 17              | 51° 59' 1" NB, 5° 54' 50" OL | 0202/WN1947 | Aanplakzuil                                |

## Spijkerbuurt
De buurt Spijkerbuurt kent 27 gemeentelijke monumenten:
| Object                                                 | Bouwjaar         | Architect | Locatie                  | Coördinaten                   | Nr.         | Afbeelding                                             |
| ------------------------------------------------------ | ---------------- | --------- | ------------------------ | ----------------------------- | ----------- | ------------------------------------------------------ |
| Dubbel woonhuis                                        | 1885, circa 1900 |           | Emmastraat 67            | 51° 58' 54" NB, 5° 55' 26" OL | 0202/WN0470 | Dubbel woonhuis                                        |
| Dubbel woonhuis                                        | 1885             |           | Emmastraat 67 A          | 51° 58' 54" NB, 5° 55' 26" OL | 0202/WN0471 | Dubbel woonhuis                                        |
| Dubbel woonhuis                                        | 1885             |           | Emmastraat 69            | 51° 58' 53" NB, 5° 55' 26" OL | 0202/WN0472 | Dubbel woonhuis                                        |
| Dubbel woonhuis                                        | 1885             |           | Emmastraat 69 A          | 51° 58' 53" NB, 5° 55' 26" OL | 0202/WN0473 | Dubbel woonhuis                                        |
| Dubbel woonhuis                                        | 1885             |           | Emmastraat 69 B          | 51° 58' 53" NB, 5° 55' 27" OL | 0202/WN0474 | Dubbel woonhuis                                        |
| Vrijstaande woning                                     | 1870             |           | Kastanjelaan 22 F        | 51° 58' 53" NB, 5° 55' 9" OL  | 0202/WN1112 | Vrijstaande woning                                     |
| Hekpalen                                               |                  |           | Kastanjelaan 31 A        | 51° 58' 54" NB, 5° 55' 10" OL | 0202/WN1113 | Hekpalen                                               |
| Schoolgebouw                                           | 1880             |           | Kastanjelaan 31 A        | 51° 58' 54" NB, 5° 55' 10" OL | 0202/WN1114 | Schoolgebouw                                           |
| Hekpalen                                               |                  |           | Kastanjelaan 31 A        | 51° 58' 54" NB, 5° 55' 10" OL | 0202/WN1115 | Hekpalen                                               |
| Woonhuis                                               | 1860, circa 1900 |           | Prins Hendrikstraat 31   | 51° 58' 55" NB, 5° 55' 14" OL | 0202/WN1165 | Woonhuis                                               |
| Woonhuis                                               | 1860             |           | Prins Hendrikstraat 31 A | 51° 58' 55" NB, 5° 55' 14" OL | 0202/WN1166 | Woonhuis                                               |
| Voorm. garagepand                                      | 1917             |           | Spijkerlaan 43           | 51° 59' 2" NB, 5° 55' 6" OL   | 0202/WN1300 | Voorm. garagepand                                      |
| School                                                 | 1880             |           | Spijkerstraat 134        | 51° 58' 59" NB, 5° 55' 15" OL | 0202/WN1301 | School                                                 |
| Bedrijfs- of kantoorgebouw Bank van Leening:De Lommerd | 1869, circa 1869 |           | Spijkerstraat 185        | 51° 58' 57" NB, 5° 55' 5" OL  | 0202/WN1302 | Bedrijfs- of kantoorgebouw Bank van Leening:De Lommerd |
| Bedrijfs- of kantoorgebouw                             | 1869             |           | Spijkerstraat 185 A      | 51° 58' 57" NB, 5° 55' 6" OL  | 0202/WN1303 | Bedrijfs- of kantoorgebouw                             |
| Beneden en bovenwoning                                 | 1855, circa 1890 |           | Spijkerstraat 255        | 51° 59' 1" NB, 5° 55' 21" OL  | 0202/WN1304 | Beneden en bovenwoning                                 |
| Beneden en bovenwoning                                 | 1855             |           | Spijkerstraat 257        | 51° 59' 1" NB, 5° 55' 21" OL  | 0202/WN1305 | Beneden en bovenwoning                                 |
| Beneden en bovenwoning                                 | 1855             |           | Spijkerstraat 259        | 51° 59' 1" NB, 5° 55' 21" OL  | 0202/WN1306 | Beneden en bovenwoning                                 |
| Beneden en bovenwoning                                 | 1855             |           | Spijkerstraat 261        | 51° 59' 1" NB, 5° 55' 21" OL  | 0202/WN1307 | Beneden en bovenwoning                                 |
| Beneden en bovenwoning                                 | 1855             |           | Spijkerstraat 263        | 51° 59' 1" NB, 5° 55' 21" OL  | 0202/WN1308 | Beneden en bovenwoning                                 |
| Beneden en bovenwoning                                 | 1855             |           | Spijkerstraat 265        | 51° 59' 1" NB, 5° 55' 22" OL  | 0202/WN1309 | Beneden en bovenwoning                                 |
| Beneden en bovenwoning                                 | 1855             |           | Spijkerstraat 267        | 51° 59' 1" NB, 5° 55' 22" OL  | 0202/WN1310 | Beneden en bovenwoning                                 |
| Beneden en bovenwoning                                 | 1855             |           | Spijkerstraat 269        | 51° 59' 1" NB, 5° 55' 22" OL  | 0202/WN1311 | Beneden en bovenwoning                                 |
| Herenhuis                                              | 1875             |           | Parkstraat 5             | 51° 58' 52" NB, 5° 55' 2" OL  | 0202/WN1569 | Herenhuis                                              |
| Vrijstaande woning                                     | 1870, circa 1900 |           | Parkstraat 33            | 51° 58' 53" NB, 5° 55' 9" OL  | 0202/WN1570 | Vrijstaande woning                                     |
| Woonhuis                                               | circa 1880       |           | Parkstraat 35            | 51° 58' 53" NB, 5° 55' 10" OL | 0202/WN1571 | Woonhuis                                               |
| Vrijstaande woning                                     | 1880, circa 1890 |           | Parkstraat 49            | 51° 58' 54" NB, 5° 55' 15" OL | 0202/WN1572 | Vrijstaande woning                                     |